# Hernando Siles (provins)

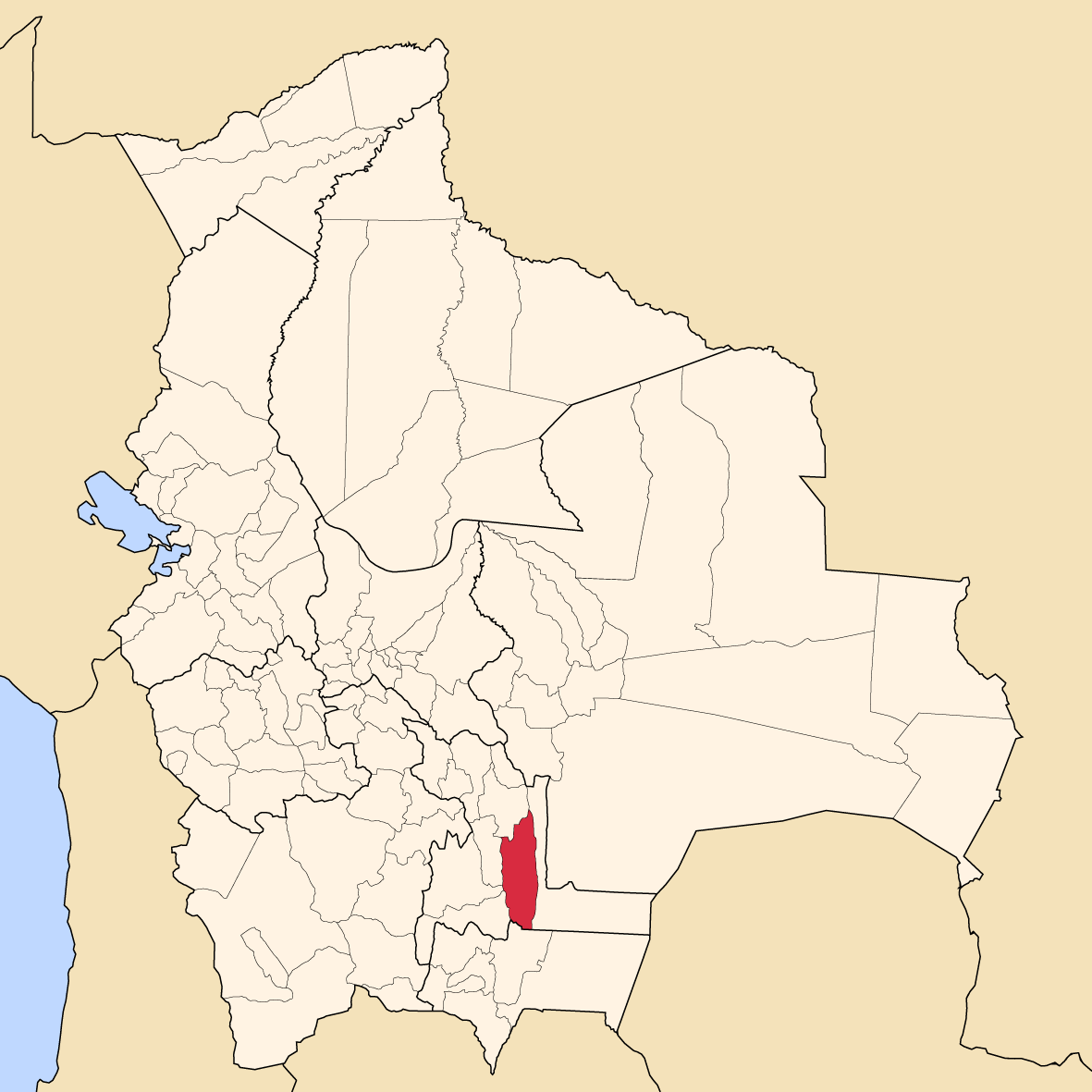
Provinsens läge i Bolivia

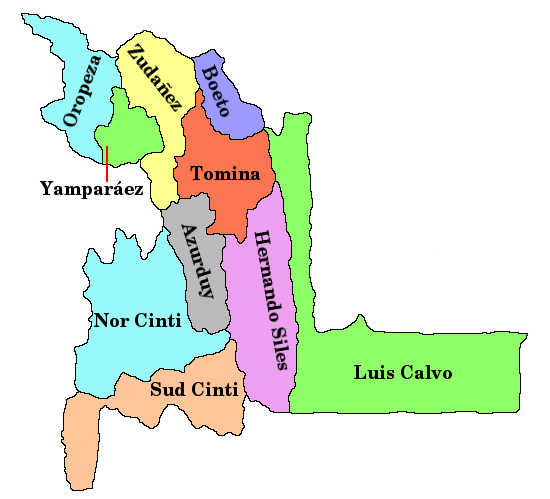
Provinser i Chuquisaca

Hernando Siles är en provins i departementet Chuquisaca i Bolivia. Den administrativa huvudorten är Monteagudo. Provisens guvernör heter Mastu Berare.